# Вайола (Арканзас)
Вайола (англ. Viola) — місто (англ. town) в США, в окрузі Фултон штату Арканзас. Населення — 358 осіб (2020).

## Географія
Вайола розташована на висоті 261 метр над рівнем моря за координатами 36°23′57″ пн. ш. 91°59′13″ зх. д. / 36.39917° пн. ш. 91.98694° зх. д. (36.399220, -91.987009).  За даними Бюро перепису населення США в 2010 році місто мало площу 3,38 км², з яких 3,37 км² — суходіл та 0,01 км² — водойми. В 2017 році площа становила 3,78 км², з яких 3,77 км² — суходіл та 0,01 км² — водойми.

## Демографія
Згідно з переписом 2010 року, у місті мешкало 337 осіб у 135 домогосподарствах у складі 90 родин. Густота населення становила 100 осіб/км².  Було 176 помешкань (52/км²). 
Расовий склад населення:
| - 96,1 % — білих - 0,6 % — чорних або афроамериканців |

До двох чи більше рас належало 3,3 %. Іспаномовні складали 0,3 % від усіх жителів.
За віковим діапазоном населення розподілялося таким чином: 30,0 % — особи молодші 18 років, 53,7 % — особи у віці 18—64 років, 16,3 % — особи у віці 65 років та старші. Медіана віку мешканця становила 38,2 року. На 100 осіб жіночої статі у місті припадало 93,7 чоловіків;  на 100 жінок у віці від 18 років та старших — 81,5 чоловіків також старших 18 років.
Середній дохід на одне домашнє господарство  становив 44 220 доларів США (медіана — 38 214), а середній дохід на одну сім'ю — 56 468 доларів (медіана — 46 528). За межею бідності перебувало 22,6 % осіб, у тому числі 34,7 % дітей у віці до 18 років та 9,6 % осіб у віці 65 років та старших.
Цивільне працевлаштоване населення становило 148 осіб. Основні галузі зайнятості: виробництво — 25,0 %, освіта, охорона здоров'я та соціальна допомога — 24,3 %, оптова торгівля — 8,1 %, будівництво — 6,8 %.
За даними перепису населення 2000 року в містечкі Вайола проживало 381 особа, 106 сімей, налічувалося 160 домашніх господарств і 181 житловий будинок. Середня густота населення становила близько 115,5 осіб на один квадратний кілометр. Расовий склад містечка за даними перепису розподілився таким чином: 98,69 % білих.
З 160 домашніх господарств в 29,4 % — виховували дітей віком до 18 років, 53,8 % представляли собою подружні пари, які спільно проживали, в 7,5 % сімей жінки проживали без чоловіків, 33,8 % не мали сімей. 31,9 % від загального числа сімей на момент перепису жили самостійно, при цьому 18,8 % склали самотні літні люди у віці 65 років та старше. Середній розмір домашнього господарства склав 2,38 особи, а середній розмір родини — 2,97 особи.
Населення містечка за віковим діапазоном за даними перепису 2000 року розподілилося таким чином: 25,2 % — жителі молодше 18 років, 10,8 % — між 18 і 24 роками, 22,0 % — від 25 до 44 років, 22,8 % — від 45 до 64 років і 19,2 % — у віці 65 років та старше. Середній вік мешканця склав 37 років. На кожні 100 жінок в містечкі Вайола припадало 77,2 чоловіків, у віці від 18 років та старше — 78,1 чоловіків також старше 18 років.
Середній дохід на одне домашнє господарство в містечкі склав 26 667 доларів США, а середній дохід на одну сім'ю — 31 094 долара. При цьому чоловіки мали середній дохід в 23 750 доларів США на рік проти 21 875 доларів середньорічного доходу у жінок. Дохід на душу населення в містечкі склав 12 953 долари на рік. 2,9 % від усього числа сімей в окрузі і 7,2 % від усієї чисельності населення перебувало на момент перепису населення за межею бідності, при цьому 4,0 % з них були молодші 18 років і 11,7 % — у віці 65 років та старше.